# Великий Джон Стадд
Джон Вільям Мінтон (19 лютого 1948 — 20 березня 1995) — американський професійний реслер і актор, більш знаменитий під своїм ринговим ім'ям Великий Джон Стадд. Стадд найбільш відомий своїми виступами за Світову Федерацію Реслінгу в 1970-х і 1980-х роках.
За свою кар'єру Стадд завоював низку чемпіонських титулів, зокрема Чемпіонство Америки у важкій вазі NWA, Середньоатлантичне Командне Чемпіонство NWA та Командне Чемпіонство Світу WWF, а також був переможцем «Royal Rumble» 1989 року. Він був посмертно включений до Зали слави WCW у 1995 році та до Зали слави WWE у 2004 році.
Помер 20 березня 1995 року, від раку печінки.

## Інтернет-ресурси
- Big John Studd in der WWE Hall of Fame
- Великий Джон Стадд на сайті IMDb (англ.)
- Nachruf von Wrestlingjournalist Mike Mooneyham